# Rostratula
Rostratula is een geslacht van vogels uit de familie goudsnippen (Rostratulidae). Het geslacht telt 2 soorten.

## Soorten
- Rostratula australis – Australische goudsnip
- Rostratula benghalensis – Goudsnip